# Berat ostroma (1455)
Berat ostroma az oszmán helyőrség által védett dél-albániai Berat várának 1455 júliusában lezajlott ostroma, amely a várat megtámadó törökellenes albán szövetség, a Lezhai Liga gyors vereségével zárult. Noha személyesen nem volt részese, a berati fiaskó az 1443 és 1468 között Albániát fejedelemként irányító Kasztrióta György vagy más néven Szkander bég kevés katonai kudarcainak egyike volt. Bár törökellenes harcait ezt követően még egy évtizedig siker kísérte, a berati vereség, a nyomában járó árulások és az ellenséghez való átállások érzékenyen érintették a ligába tömörült albán urak katonai szövetségét.

## Előzmények
A ténylegesen 1451-ben trónra lépő II. (Hódító) Mehmed szultán egyik fő katonai ambíciója az egykori bizánci és római területek oszmán zászló alatti egységesítése volt. Első nagyszabású hadi sikereként 1453-ban elfoglalta Konstantinápolyt, ezzel megadta a kegyelemdöfést a már erejét vesztett Bizánci Birodalomnak. Ezt követően figyelmét és katonai erejét az európai területek meghódítására fordította. Terve végrehajtásához azonban le kellett küzdenie a balkáni területek ellenállási gócpontjait. Az albán területek északi része 1443 óta Kasztrióta György albán fejedelem (más néven Szkander bég) és az általa 1444-ben életre hívott Lezhai Liga ellenőrzése alatt állt. Szkander bég emellett egy törökellenes európai katonai koalíció megszervezésén is fáradozott, s ebben fő szövetségesei a magyar Hunyadi János és a szerb Brankovics György voltak. Mehmed elsőrendű érdeke a balkáni liga térnyerésének megakadályozása volt, így az 1450-es évek elején három hadjáratot is indított Kasztrióta ellen, de csapatait az albánok mindhárom alkalommal megfutamították. Az egyesült szerb–magyar sereg 1454-ben Kruševacnál elverte a törököket, s ez alkalmat adott Szkander bégnek arra, hogy a délalbán területeket is felszabadítsa az oszmán iga alól, különösen miután a nápolyi I. Alfonz Szkander bég hosszas kérlelésére 2000 gyalogost és néhány ágyút küldött az albán fejedelem törökellenes harcainak megsegítésére.

## Az ostrom
A 14 ezres albán sereg, a 2000 nápolyi gyalogossal kiegészülve, 1455 júliusában kezdte meg az 1417 óta oszmán fennhatóság alatt álló berati vár ostromát. Az olasz ágyúk tüze csakhamar áttörte a várfalat, s a védők fegyverszünetet kértek Kasztriótától, hogy a vár tizenöt napon belüli átadását előkészíthessék. Az albán fejedelem ebbe beleegyezett, de a fegyverszünet idejére emberei élén portyázni indult, míg a vár alatt hagyott sereg a tétlenség miatt demoralizálódott. Még Szkander bég távolléte alatt, a meglepetés erejével érte az ostromlókat a keleti irányból rájuk törő, Isza Evrenosz bég vezette 40 ezres török lovasság. Az albán sereg felét levágták, a harcmezőn esett el egyik vezetőjük, Muzaka Topia, s az olasz gyalogosokból is csupán néhányan élték túl a hadi ármányt.
Az 1455-ös berati ostrom Szkander bég kevés katonai kudarcainak egyike volt, amely meggyengítette a fejedelem helyzetét az albán földesurak szövetségéből álló Lezhai Ligában. A katonai kudarc után az albán sereg demoralizálódása nem állt meg, s kezdetüket vették a dezertálások. A közkatonák szökésén túl érzékeny veszteség érte Kasztriótát, amikor tábornokai közül Moisi Golemi – az albán fejedelem unokaöccsével, Hamza Kastriotival együtt – átállt a törökhöz, Gjergj Arianiti pedig a törökkel szövetséges Velencei Köztársaságtól kért oltalmat. Szkander bég azonban még egy évtizedig volt az albán nemzet ügyének fő zászlóvivője, s a török ellen ezután vívott győztes csatáival II. Kallixtusz pápától kiérdemelte a kereszténység bajnoka (Athleta Christi) címet.